# Carl Schindler
Carl Vincenz Schindler, né le 23 octobre 1821 à Vienne et mort le 22 août 1842 à Laab im Walde, est un peintre autrichien s'inscrivant dans le courant du Biedermeier viennois. Il est surnommé, en raison de ses nombreuses peintures de bataille et de scènes militaires, le « soldat Schindler ».

## Biographie
Son père, le peintre et graveur Johann Josef Schindler l'initie au cours de son enfance à la peinture et l'encourage à choisir le domaine militaire comme sujet d'art. 
Il s'inscrit à l'Académie des beaux-arts de Vienne en 1836 où il étudie avec Karl Gsellhofer et Leopold Kupelwieser. Il devient par la suite l'élève de Peter Fendi, l'un des amis de son père. C'est ce même Fendi qui lui fait découvrir les œuvres des peintres français spécialisés dans la peinture militaire, tels que Bellangé, Charlet, Lami et Raffet. En 1839, il réalise sa première exposition à l'Académie.
Souffrant de la tuberculose et d'un état de santé précaire, il est contraint d'interrompre ses études à plusieurs reprises. Il se rend à Laab im Walde pour une cure thermale et y meurt à l'âge de vingt-et-un ans.
Plutôt que de peindre des scènes de bataille ou des actes héroïques, Carl Schindler a préféré se concentrer sur la vie quotidienne des soldats, créant un lien entre art militaire et scènes de genre. Ses œuvres ont influencé Friedrich Treml (de)
et August von Pettenkofen.

## Galerie

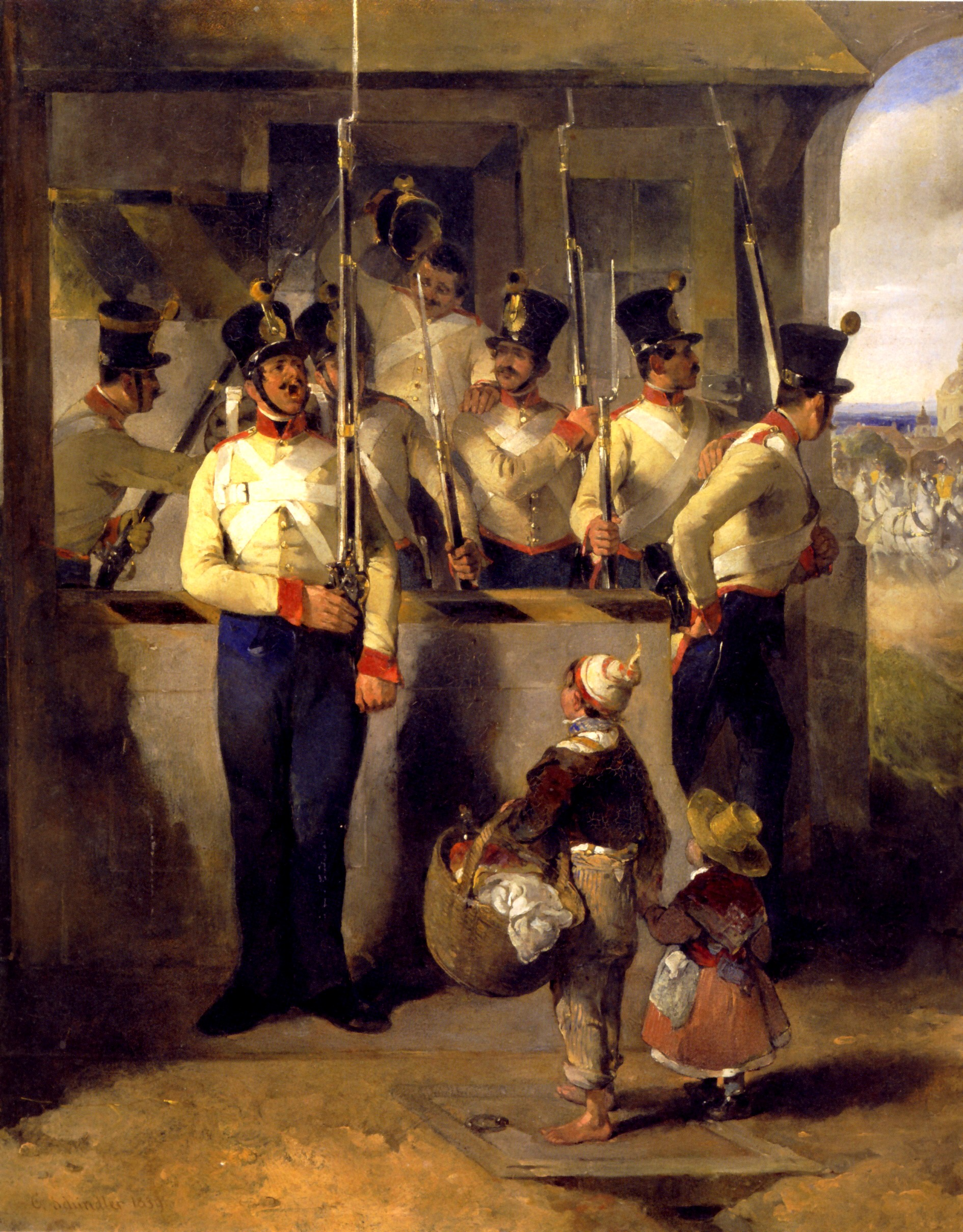
La Sentinelle (1839).
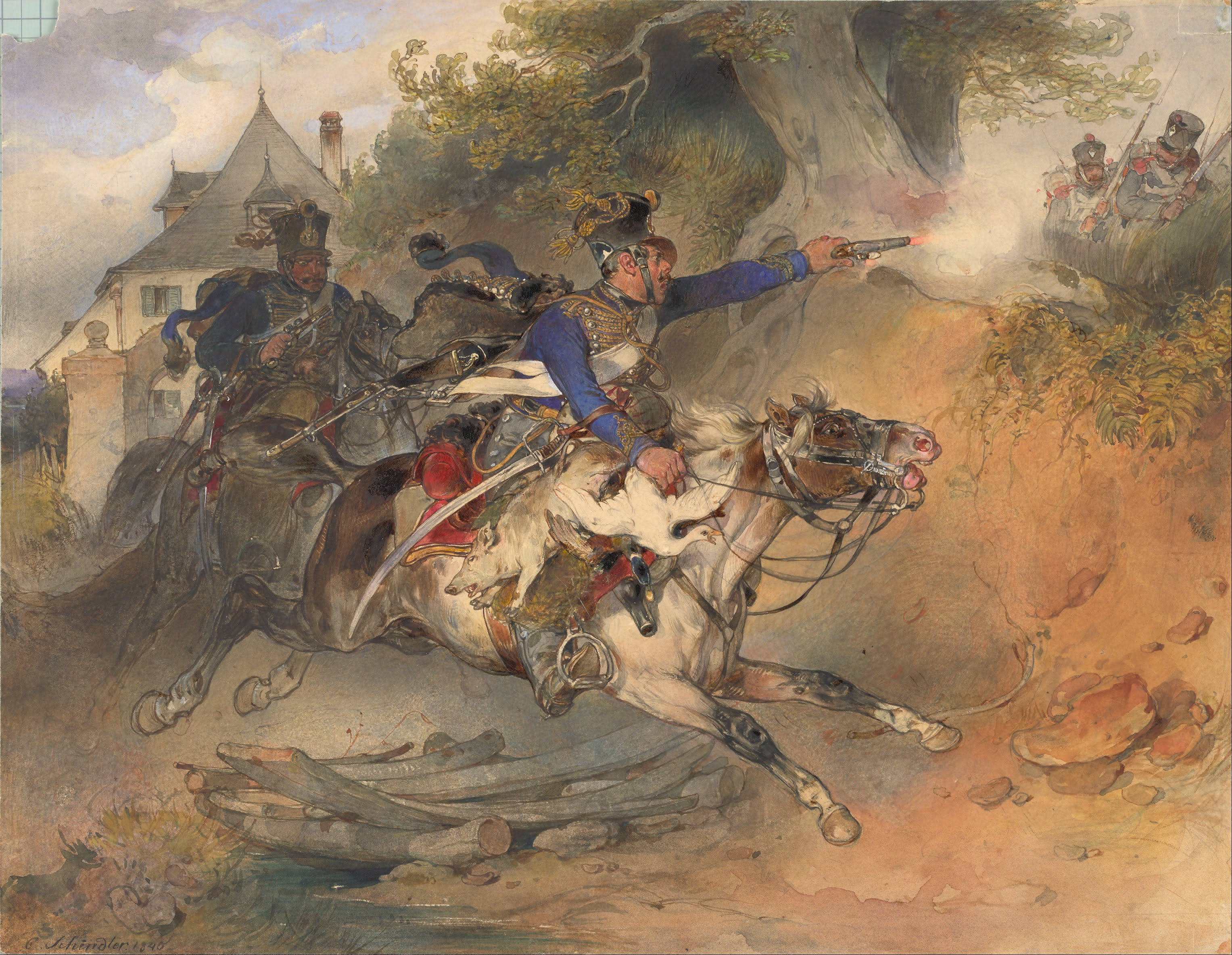
Les Hussards fourrageant (1840).
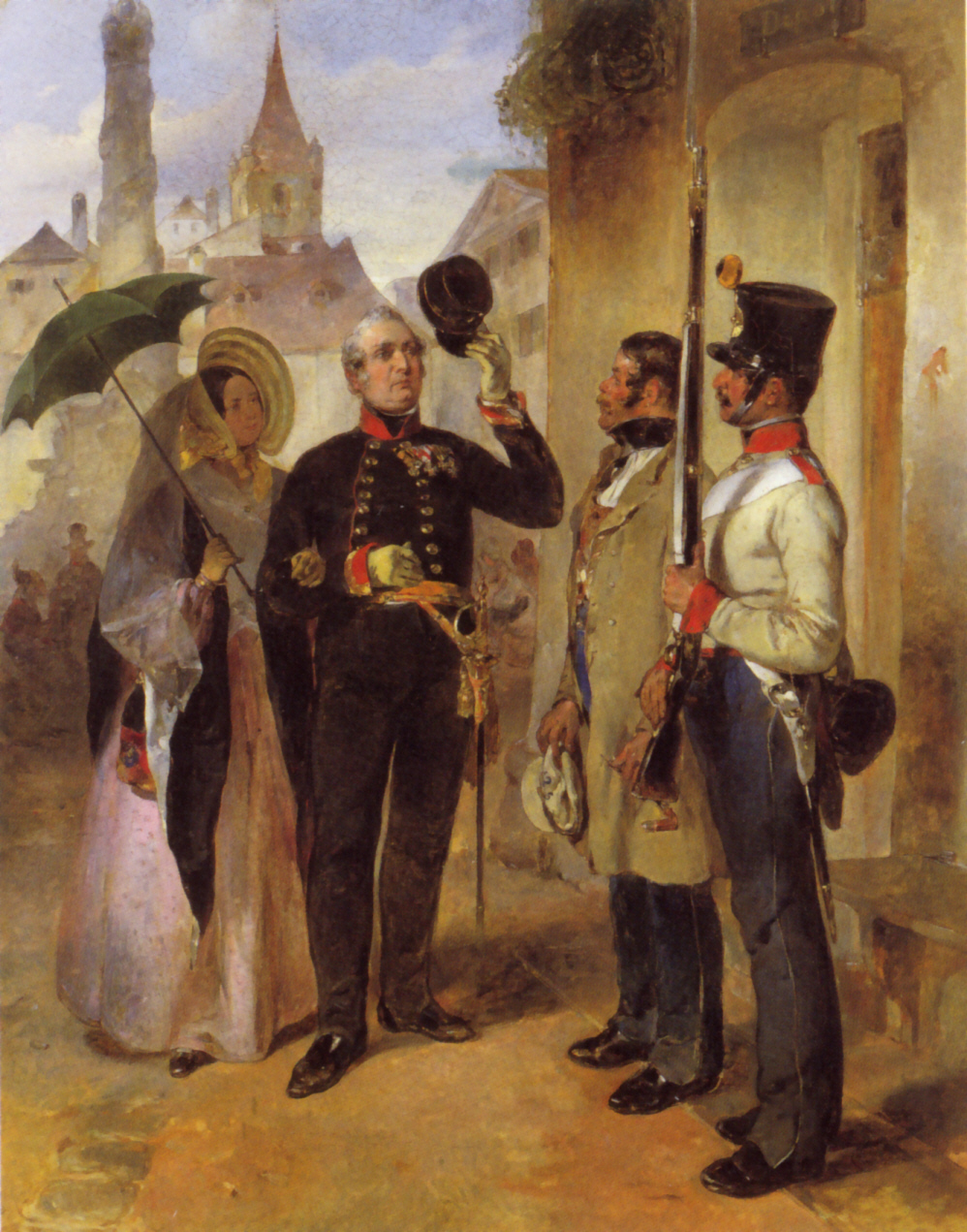
Le Factionnaire (1840) Österreichische Galerie Belvedere
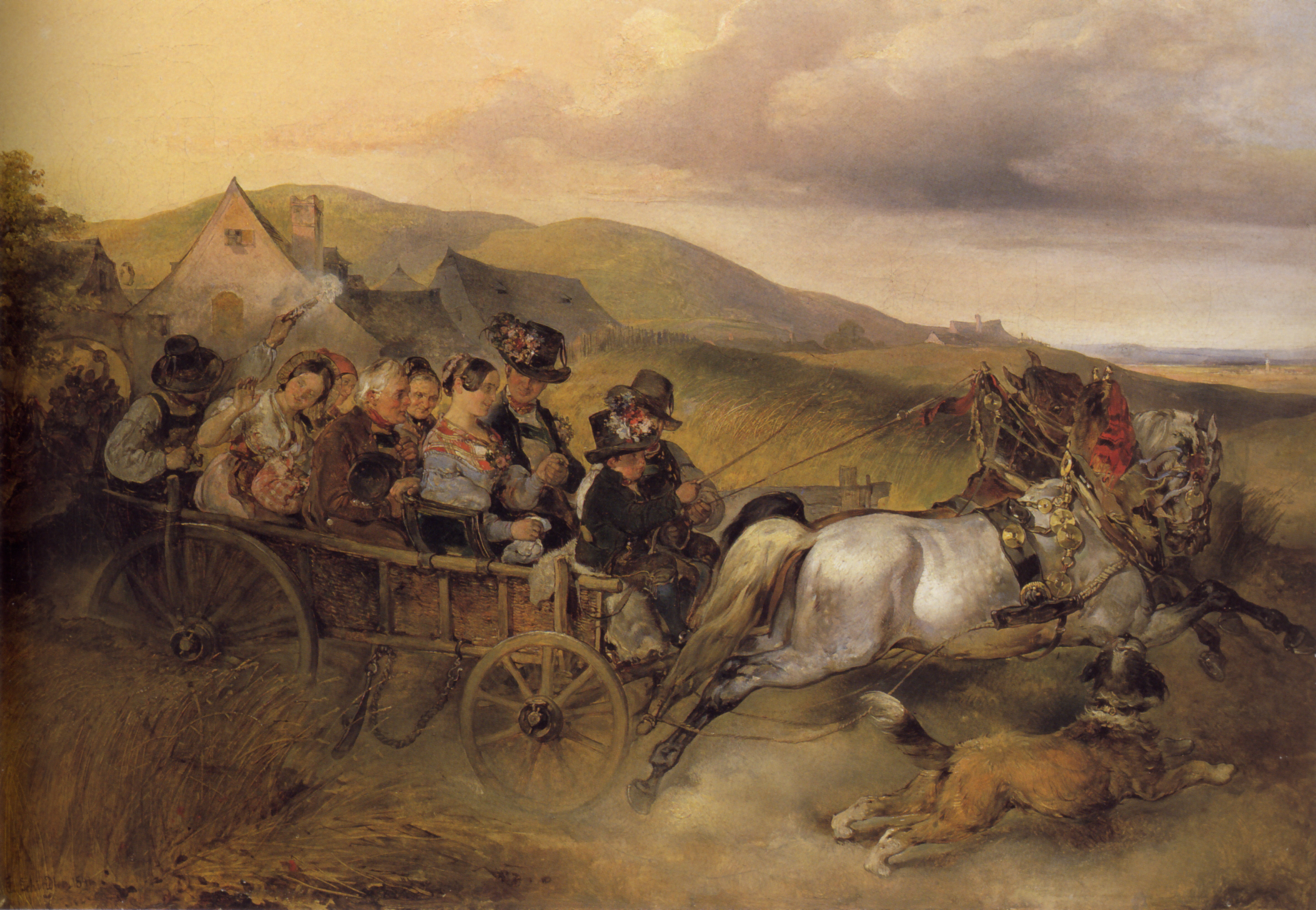
Le Voyage de noces (1841).